# 雷特·瑞斯
雷特·瑞斯（英語：Rhett Reese，1980年5月5日—）是一名美國男編劇和製片人。較知名的作品如電影《屍樂園》（2009年）、《特種部隊2：正面對決》（2013年）、《惡棍英雄：死侍》（2016年）及其續集《死侍2》（2018年）。他時常與編劇保羅·韋尼克合作。

## 個人生活
瑞斯和他的演員妻子雀兒喜·克里斯普一起住在洛杉磯。

## 作品列表

### 電影
- 2004：《大红狗（英语：Clifford's Really Big Movie）》-編劇
- 2004：《危險性遊戲3》-編劇
- 2009：《屍樂園》-編劇（與保羅·韋尼克合寫），執行製片人
- 2013：《特種部隊2：正面對決》-編劇（與保羅·韋尼克合寫）
- 2016：《惡棍英雄：死侍》-編劇（與保羅·韋尼克合寫），執行製片人
- 2017：《異星智慧》-編劇（與保羅·韋尼克合寫）
- 2018：《死侍2》-編劇（與保羅·韋尼克合寫）
- 2019：《鬼影特攻：以暴制暴》-編劇（與保羅·韋尼克合寫）[3][4]
- 2019：《喪屍樂園：連環屍殺》-編劇（與保羅·韋尼克合寫）
- 2022：《蜘蛛頭監獄》-編劇（與保羅·韋尼克合寫）
- 2023：《真愛搞失蹤》-編劇（與保羅·韋尼克合寫），執行製片人
- 2024：《死侍與金鋼狼》-編劇（與保羅·韋尼克合寫）

### 電視
- 2005：《入侵愛荷華（英语：Invasion Iowa）》-編劇，創作者
- 2003–2004、2013：《阿周真人秀（英语：The Joe Schmo Show）》-編劇，監製，創作者
- 2019：《韋恩（英语：Wayne (TV series)）》-編劇，執行製片人
- 2023：《烈火戰車》-編劇，監製，創作者

### 短片
- 2017：《死侍：好心沒好報》-編劇（與保羅·韋尼克合寫）

## 外部連結
- 雷特·瑞斯在互联网电影资料库（IMDb）上的資料（英文）
- Podcast Interview （页面存档备份，存于） with Rhett Reese at Scripts & Scribes